# A Rainha Diaba
A Rainha Diaba é um filme de drama brasileiro de 1974 dirigido por Antônio Carlos Fontoura e roteirizado por Plínio Marcos. Estrelado por Milton Gonçalves no papel título, o filme acompanha um homem gay, autodenominado Diaba, que controla uma rede de narcotráfico e o crime organizado da cidade. Foi livremente inspirado no criminoso carioca da primeira metade do século XX, João Francisco dos Santos, conhecido como Madame Satã, que ganhou destaque por sua figura marcante.
A Rainha Diaba teve seu lançamento mundial no 8° Festival de Cinema de Brasília, em 1974, e foi lançado nos cinemas do Brasil em 27 de maio de 1974.  O filme conta ainda com as participações de Odete Lara, Nelson Xavier, Stepan Nercessian, Wilson Grey e a atuação especial de Yara Cortes no elenco. O filme foi recebido com críticas variadas, mas predominantemente positivas por parte da crítica especializada, que o considerou com uma abordagem ousada e estética inovadora. Comercialmente, o filme registrou índices satisfatórios alcançando 700 mil espectadores nos cinemas.
A performance de Milton Gonçalves como Diaba foi amplamente reconhecida pela crítica como um de seus melhores trabalhos no cinema e o ator foi premiado como Melhor Ator pelo Festival de Brasília, além de ter recebido o Prêmio Governador do Estado e o Prêmio Air France de Melhor Ator de Cinema, as alcunhas mais importantes à época. O filme foi digitalizado em resolução 4K em 2022, ganhando novamente repercussão ao ser exibido na Mostra Internacional de Cinema de São Paulo e no tradicional Festival Internacional de Cinema de Berlim, na Alemanha.

## Premissa
A partir de um quartinho, nos fundos de um prostíbulo comandando por Violeta (Yara Cortes), Rainha Diaba (Milton Gonçalves), um chefe do crime organizado, exerce seu poder com astúcia e brutalidade. Controlando o submundo a partir de seu quarto, Diaba enfrenta uma ameaça iminente: a polícia está prestes a capturar um de seus principais comparsas. Para proteger seu protegido e desviar a atenção das autoridades, Diaba ordena que seu braço direito, Catitu (Nelson Xavier), crie um bode expiatório — um criminoso fictício que será entregue à polícia no lugar do verdadeiro alvo.
Catitu, experiente em tramas e manipulações, encontra a peça ideal para o plano nas ruas da cidade: Bereco (Stephan Nercessian), um jovem ambicioso e carismático, que vive sustentado por Iza (Odete Lara), uma cantora de cabaré mais velha. Seduzido pela promessa de poder e dinheiro, Bereco é atraído por Catitu para uma série de assaltos, ganhando rapidamente fama como um perigoso delinquente. Porém, à medida que sua notoriedade cresce, Bereco decide romper com seus manipuladores, tomando o controle de sua própria trajetória criminosa. A partir daí, inicia-se uma disputa implacável pelo domínio das “bocas” — os territórios do tráfico — em um jogo de traição, vingança e violência. Em um universo onde confiança é moeda rara, Bereco desafia a autoridade de Rainha Diaba, desencadeando uma guerra que ameaça desestabilizar toda a rede criminosa da cidade.

## Elenco
- Milton Gonçalves como Rainha Diaba
- Nelson Xavier como Zeca Catitu
- Odete Lara como Iza Gonzales
- Stephan Nercessian como Berreco
- Yara Cortes como Violeta
- Wilson Grey como Manco
- Edgar Gurgel Aranha como Zuleico
- Lutero Luiz como Anão
- Haroldo de Oliveira como Bigode
- Procópio Mariano como Coisa Ruim
- Quim Negro como Dentinho
- Zezé Motta como namorada de Bigode

## Produção

### Antecedentes e concepção

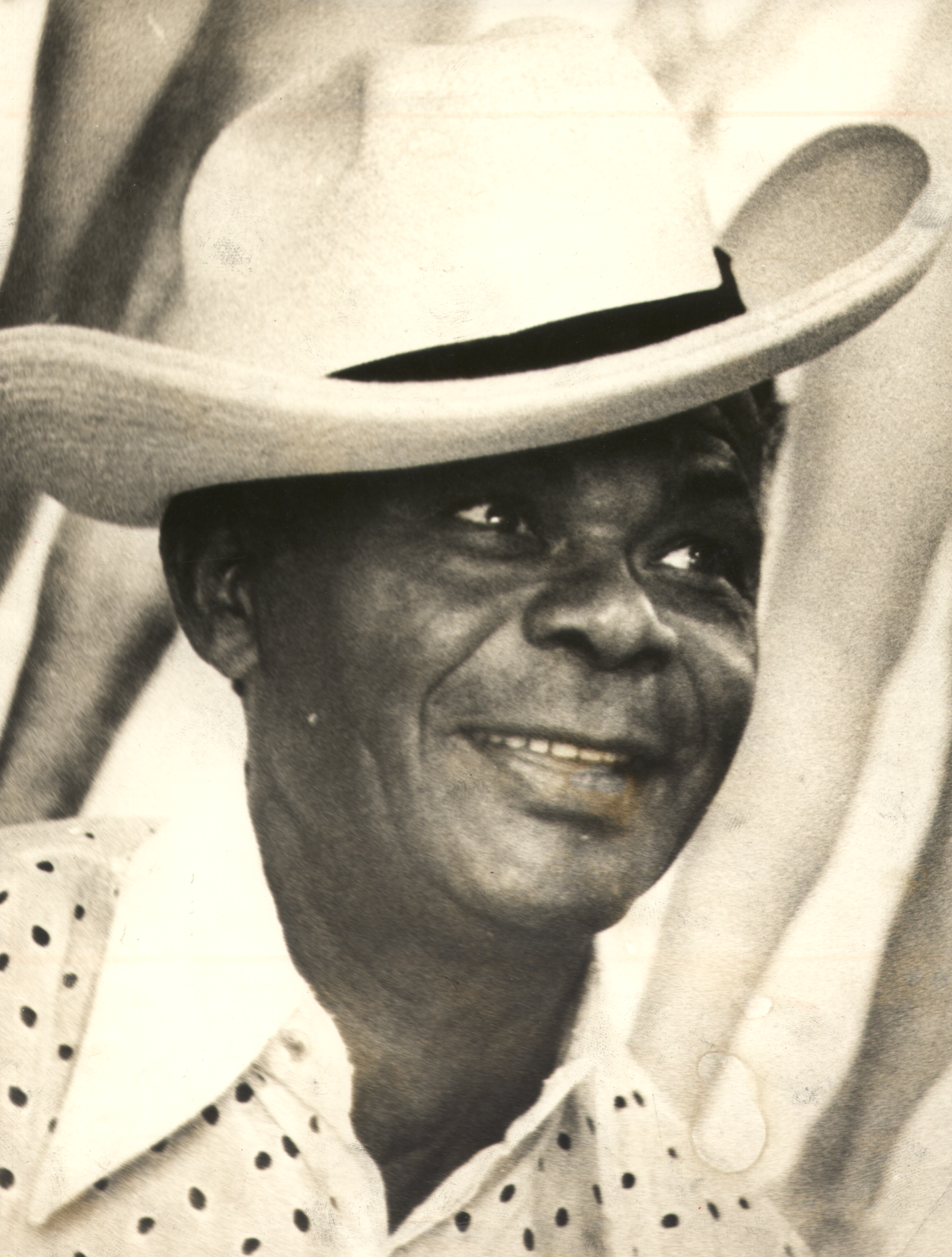
A figura central do filme é inspirada nos feitos do transformista Madame Satã (foto).

A Rainha Diaba é o segundo longa-metragem dirigido pelo cineasta Antônio Carlos Fontoura. Anteriormente, o diretor havia explorado a burguesia carioca em seu filme Copacabana Me Engana (1968) e, aqui, ele a deixa de lado e se aprofunda na marginalidade e nas contradições da cidade. O sucesso de sua obra anterior foi o ponto de partida para o interesse da produtora de filmes de Roberto Farias iniciar as negociações para produzir o filme. A partir das ideias iniciais de enredo de Fontoura, o roteirista Plínio Marcos escreveu seu argumentos baseando-se em relatos reais que ele conheceu durante uma viagem à Santos, no Litoral de São Paulo. No entanto, na finalização do roteiro, Fontoura decidiu transferir a trama para a Lapa, um região boêmia do Rio de Janeiro, para compor o personagem central que dá título ao filme.
A composição de Diaba, um homem gay que controla o narcotráfico no cenário do filme, foi livremente inspirada na história de João Francisco dos Santos, conhecido popularmente como Madame Satã. Figura emblemática da boemia carioca dos anos 1930, Madame Satã destacou-se na Lapa por sua presença marcante e personalidade audaciosa. Seu estilo excêntrico e sua trajetória de vida inspiraram a construção do personagem Rainha Diaba, que incorpora elementos da mítica figura de Satã, refletindo tanto sua estética provocativa quanto a aura de mistério e transgressão que o cercava. Fontoura classifica A Rainha Diaba como um "thriller pop-gay-black", uma definição que revela muito sobre o contexto cultural no qual a obra se insere e com o qual dialoga profundamente. Os elementos "gay" e "black" remetem diretamente às culturas marginalizadas que, nos anos 1970, passaram a ocupar espaço crescente nas produções artísticas, especialmente nos Estados Unidos. O filme apresenta uma forte conexão estética com o gênero blaxploitation, que despontava na época, caracterizado por thrillers policiais protagonizados por atores negros e que incorporavam referências sociais e culturais das comunidades negras urbanas norte-americanas.
A trilha sonora e a direção de arte são componentes essenciais na construção da atmosfera do filme. O compositor Guilherme Vaz, colaborador de cineastas como Júlio Bressane e Nelson Pereira dos Santos, cria uma trilha sonora que remete ao cinema policial dos anos 1970, mesclando influências de jazz, rock e funk norte-americano. A cenografia, por sua vez, aposta em um estilo kitsch, inspirado na cultura dos cabarés brasileiros, refletindo um imaginário popular repleto de cores vibrantes. A direção de arte, assinada por Ângelo de Aquino, junto à fotografia de José Medeiros, reforça a estética visual marcante do filme, utilizando tonalidades intensas para criar um universo estilizado e repleto de simbolismo.

## Lançamento
O filme teve sua première no Festival de Cinema de Brasília, em sua oitava edição, e participou, ainda, da Quinzena dos Realizadores do Festival de Cannes, tradicional festival internacional de cinema realizado na França, em 1974. Foi lançado comercialmente no Brasil em 27 de maio de 1974.

### Censura e exibição internacional
O caminho de A Rainha Diaba até o Festival de Cannes foi marcado por percalços e um toque de ironia política, típico do Brasil sob a Ditadura Militar. Embora o filme inicialmente não tenha atraído a atenção dos censores — que o ignoraram em sua estreia nacional —, o convite para exibição no maior festival de cinema do mundo despertou uma nova preocupação no regime. De repente, o longa passou a ser visto como "inadequado" para representar o país no exterior, sendo classificado como "excessivamente gay" e potencialmente prejudicial à imagem do Brasil.
A burocracia e a repressão acabaram atrasando o processo, e o prazo de inscrição na mostra competitiva de Cannes expirou, deixando o filme fora da disputa pela Palma de Ouro. No entanto, os organizadores franceses, determinados a garantir a exibição da obra, encontraram uma solução alternativa: A Rainha Diaba foi incluído na Quinzena dos Realizadores, uma seção paralela do festival que celebra produções ousadas e inovadoras. Assim, apesar das tentativas de silenciamento, o filme conseguiu conquistar seu espaço em um dos palcos mais prestigiados do cinema mundial.

### Restauração
Os materiais originais, obtidos junto ao Arquivo Nacional e ao Centro Técnico Audiovisual, passaram por um minucioso processo de restauração em resolução 4K. Esse trabalho foi realizado pela produtora Janela de Cinema, sediada em Recife, em colaboração com a organização Cinelimite e o laboratório especializado Link Digital/Mapa Filmes do Brasil. O resultado desse esforço conjunto foi apresentado ao público durante a 46ª edição da Mostra Internacional de Cinema de São Paulo, em 25 de outubro de 2022, reafirmando o compromisso das instituições envolvidas com a preservação e a difusão do patrimônio audiovisual brasileiro. Em 2023, a obra digitalizada foi exibida na Mostra Berlinare do importante Festival Internacional de Cinema de Berlim.

## Recepção

### Bilheteria
Em entrevista após a exibição do filme em Berlim, em 2022, o diretor Antônio Carlos Fontoura mencionou que o lançamento comercial do filme em 1974 nos cinemas brasileiros foi um sucesso, registrando 700 mil ingressos vendidos.

### Crítica

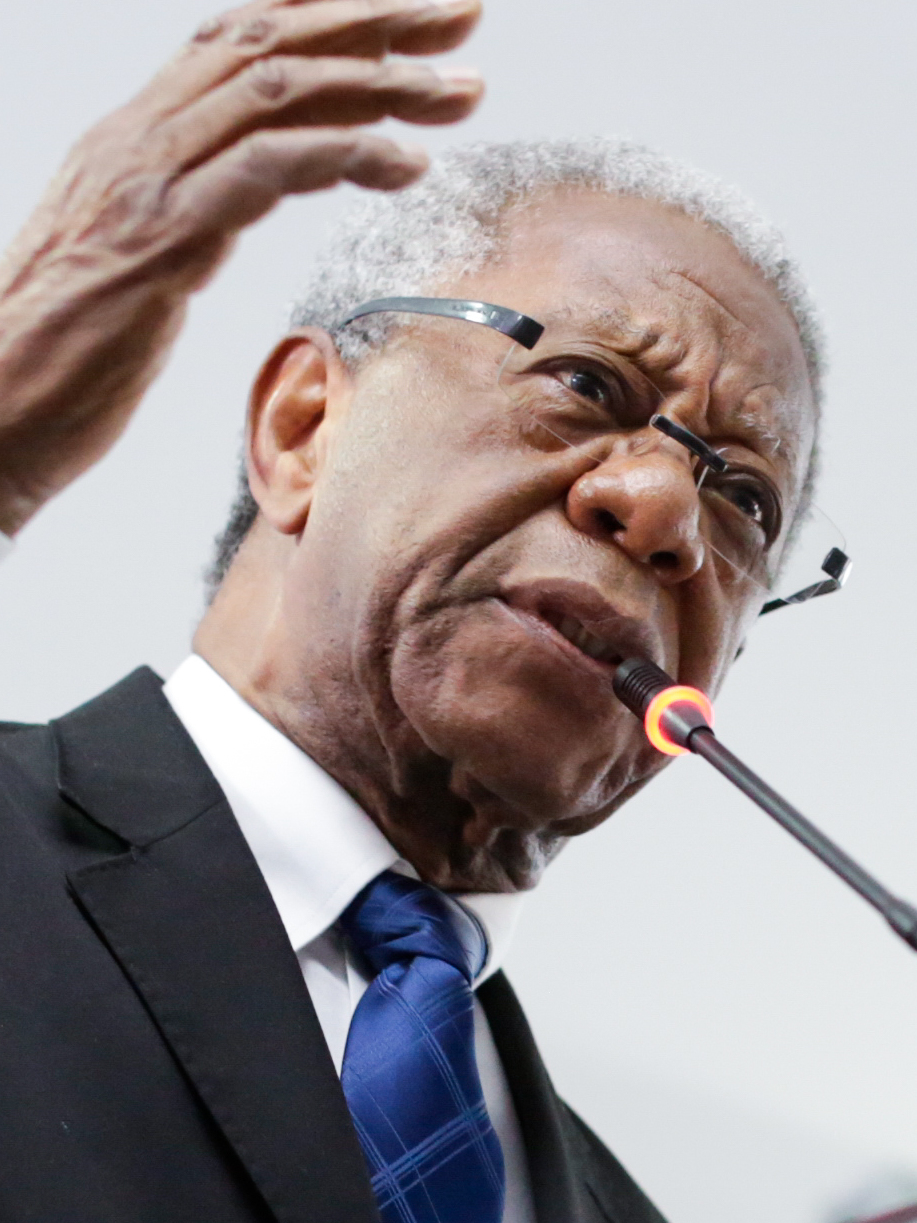
A performance de Milton Gonçalves no papel-título foi elogiada e premiada.

No momento de seu lançamento, em 1974, A Rainha Diaba foi recebido com críticas variadas, mas predominantemente positivas por parte da imprensa brasileira. Nos jornais Folha de S. Paulo e O Estado de S. Paulo, o filme foi elogiado por sua abordagem ousada e estética inovadora. O crítico Orlando L. Fassoni destacou os diálogos recheados de gírias, classificando-o como "o filme mais barroco, ousado e delirante realizado no cinema brasileiro depois de Macunaíma" — uma referência ao clássico de Joaquim Pedro de Andrade, célebre por sua estética carnavalesca e crítica social.
Por outro lado, Ely Azeredo, embora considere A Rainha Diaba menos pessoal do que Copacabana me Engana (1968), também dirigido por Antônio Carlos da Fontoura, enxerga o novo filme como mais desafiador e instigante. Ele observa que Fontoura se distancia do universo que vivencia diretamente — a classe média da zona sul do Rio de Janeiro — e mergulha em um território social distinto, focando nas dinâmicas do crime e do submundo carioca, o que revela um esforço criativo em explorar "experiências e maturidades alheias".
Já Sérgio Augusto, escrevendo para a revista Veja, adotou uma postura mais crítica. Em sua análise, considera que o visual extravagante e propositalmente estilizado do filme se aproxima do "mau gosto", sugerindo que a escolha estética resvala em excessos. Ele também aponta que os atores parecem interpretar seus papéis "como num palco de teatro-revista", insinuando uma teatralidade exagerada que, para ele, comprometeria a verossimilhança da narrativa.
Anos mais tarde, durante uma reapresentação do filme, o crítico Jairo Ferreira revisitou a obra sob uma ótica mais entusiástica. Ele elogiou o uso criativo das gírias populares, a atenção cuidadosa à mise en scène e o refinamento técnico da produção. Em sua visão, o longa-metragem é um "mosaico requintado sobre a sujeira", uma obra que combina estética sofisticada e um olhar crítico sobre as entranhas do crime carioca. Essa análise reafirma a importância do filme como um marco do cinema brasileiro dos anos 1970, tanto pela sua temática quanto pela sua linguagem visual única. Em sua crítica no Papo de Cinema, Robledo Milani disse que "o exagero em A Rainha Diaba é proposital, e por isso mesmo, celebrado. Pois é no excesso por onde ela transita, revelando-se não apenas única, mas também incapaz de ser esquecida". No Cinema em Cena, Pablo Villaça disse que "o final irritantemente moralista é lamentável, mas o filme estabelece bem o tom da marginalidade e traz excelentes atuações".

## Prêmios e indicações
| Lista de prêmios                     | Lista de prêmios             | Lista de prêmios | Lista de prêmios |
| Associação(ões)                      | Categoria                    | Recipiente(s)    | Resultado        |
| ------------------------------------ | ---------------------------- | ---------------- | ---------------- |
| Festival de Cinema de Brasília       | Melhor Filme                 | A Rainha Diaba   | Indicado         |
| Festival de Cinema de Brasília       | Melhor Ator                  | Milton Gonçalves | Venceu           |
| Festival de Cinema de Brasília       | Melhor Direção de Fotografia | José Medeiros    | Venceu           |
| Prêmio Governador do Estado          | Melhor Ator de Cinema        | Milton Gonçalves | Venceu           |
| Prêmio Air France                    | Melhor Ator de Cinema        | Milton Gonçalves | Venceu           |
| Prêmio Coruja de Ouro                | Melhor Ator                  | Milton Gonçalves | Venceu           |
| Troféu APCA                          | Melhor Figurino em Filme     | Ângelo Aquino    | Venceu           |
| Prêmio Adicional de Qualidade (MinC) | Melhor Filme                 | A Rainha Diaba   | Venceu           |